# Teatro Augusteo
Il Teatro Augusteo è un complesso teatrale di Napoli.

## Storia
Fu costruito tra il 1926 e il 1929, su progetto dell'architetto Arnaldo Foschini e dell'ingegnere Pier Luigi Nervi, coadiuvato dall'ingegnere Gioacchino Luigi Mellucci, nella omonima piazzetta creata pochi anni prima per creare uno sbocco al traffico della neonata funicolare Centrale, che collega il Vomero a via Toledo.
Il teatro sostituisce uno preesistente realizzato da Luigi Vanvitelli nel 1772 in quello che una volta era il palazzo Berio. Questo teatrino, che poteva ospitare fino a 1600 spettatori, si trovava all'interno del palazzo nobiliare (la cui facciata fu realizzata proprio dal grande architetto), che venne poi in parte demolito per lasciar posto alla nuova piazza.
Durante la seconda guerra mondiale il teatro venne chiuso e, alla riapertura negli anni cinquanta, vennero realizzati degli ingenerosi restauri che ne stravolsero l'aspetto e l'eccezionale acustica. Per lunghi anni adibito a cinema, nel 1992 partì una profonda opera di recupero architettonico e il teatro venne restituito alla città nel suo aspetto originario.

## Attori e cantanti
Il Teatro Augusteo ha ospitato e ospita tutt'oggi attori come Biagio Izzo, Carlo Buccirosso, Gianfranco Gallo,  Massimiliano Gallo, Leo Gullotta, Alessandro Siani e Serena Autieri mentre per la musica artisti come Bruce Springsteen, Robert Plant, Pat Metheny, Massimo Ranieri, Giovanni Allevi, Fiorella Mannoia, Pooh, Pino Daniele, Patty Pravo, Loredana Bertè, Marco Mengoni, Ornella Vanoni, Sal Da Vinci, Giorgia, Elisa, Nek, Noemi e Alan Parsons.